# مياه عميقة (فلم)
مياه عميقة (بالإنجليزية: Deep Water) هو فيلم إثارة من إخراج أدريان لين، تستند قصة الفيلم إلى رواية تحمل نفس الاسم من كتابة باتريشيا هايسميث، عُدل سيناريو من قبل زاك هيلم وسام ليفينسون. الفيلم من بطولة بن أفليك، وآنا دي أرماس، وتريسي ليتس، وليل ري هوري، وراشيل بلانشارد، ويمثل عودة لين إلى السينما بعد غياب دام 18 عامًا؛ كان فيلمه الأخير الخائنة (2002). كانت ستصدر توينتيث سينشوري فوكس الفيلم في الولايات المتحدة في 13 نوفمبر 2020، مما جعله أول فيلم ديزني مثير منذ فيلم لون الليل (1994). صدر الفيلم على هولو في 18 مارس 2022، بعد عدة تأخيرات بسبب جائحة فيروس كورونا.

## القصة
تعيش ميليندا وفيك فان ألين في ليتل ويسلي، لويزيانا، مع ابنتهما الصغيرة تريكسي. يتقاعد «فيك» في وقت مبكر بعد أن عمل على رقائق توجيه للطائرات القتالية بدون طيار، علاقتهلامع «ميليندا» معقدة، حيث يعيش كلاهما منفصلين ويوجود عشاق لها بشكل علني. يجد «فيك» الراحة في رعاية حلزوناته، بينما تزداد غيرته من شؤون «ميليندا».
عندما تدعو ميليندا صديقها الأخير، جويل، إلى حفلة أحد الجيران، يعترف فيك بشكل خاص لجويل بأنه قتل صديق ميليندا السابق، مارتن، الذي اختفى. تنتشر هذه الإشاعة بين أصدقائهم، مما يثير شكوك كاتب النوير دون ويلسون. لاحقًا، تتناول جويل العشاء مع عائلة فان ألينز، ويخبرها فيك بالمزيد عن جريمة القتل، الأمر الذي يخيف جويل ويدفعها إلى مغادرة المدينة. يكشف تقرير إخباري عن العثور على جثة مارتن مصابة بالرصاص واعتقال شخص ما.
يواجه فيك ميليندا عندما تعطي المال لصديقها الجديد تشارلي. تدعو تشارلي إلى حفلة على حمام السباحة، الأمر الذي أثار غيرة فيك. وعندما تمطر، يذهب الجميع إلى الداخل، ويتركون فيك وتشارلي وحدهما في حوض السباحة. لاحقًا، تجد ميليندا تشارلي غارقًا، وعندما تحقق الشرطة، تتهم فيك سريعًا بارتكاب جريمة القتل. يسأل فيك ميليندا إذا كانت خائفة منه، فتقول لا؛ مما يعني أنه قتل شخصًا من أجلها.
تخبر كيلي فيك بأن زوجها وميليندا يتهمونه بقتل تشارلي. يكتشف فيك أنهم استأجروا محققًا خاصًا لمتابعته ويواجه دون. وفي هذه الأثناء، تتواصل ميليندا مجددًا مع صديقها القديم، توني، ويسمعهما فيك وهما يناقشان الانتقال إلى البرازيل مع تريكسي، مما يزيد من غيرته.
يخدع فيك توني في سيارته ويقوده إلى مكان يتقاسمه هو وميليندا، حيث يدفع توني إلى أسفل التل، ويقتله، ويخفي الجثة في النهر. تأخذ ميليندا لاحقًا فيك وتريكسي في نزهة إلى نفس المكان، ويلاحظ فيك أن جثة توني تطفو. يعرض العودة في اليوم التالي لاستعادة وشاح ميليندا المفقود.
في اليوم التالي، يذهب فيك إلى الخور للتعامل مع جثة توني ولكن يُقبَض عليه من قبل دون، الذي انطلق بالسيارة لاستدعاء الشرطة. يطارده فيك على دراجته لكنه يصطدم عن طريق الخطأ، فينحرف في قيادته إلى منحدر، مما يؤدي إلى مقتله. تجد ميليندا محفظة توني في المنزل في أحد أحواض الحلزون الخاصة بمركز فيينا الدولي. بدأت بحزم أمتعتها للمغادرة، لكن تريكسي تلقي الحقيبة في حوض السباحة لإيقافها. عندما يعود فيك إلى المنزل، تقول ميليندا إنها «رأت توني» لكنها بعد ذلك أحرقت محفظته وبطاقات هويته.

## طاقم التمثيل
- بن أفليك بدور فيك فان ألين
- آنا دي أرماس بدور ميليندا فان ألين
- تريسي ليتس بدور دون ويلسون
- جريس جينكينز في دور تريكسي فان ألين
- داش مهوك بدور جوناس فرنانديز
- راشيل بلانشارد بدور كريستين بيترسون
- كريستين كونولي بدور كيلي ويلسون
- جاكوب إيلوردي بدور تشارلي دي ليسل
- ليل ريل هوري بدور غرانت
- بريندان سي ميلر في دور جويل داش
- جيد فرنانديز في دور جين فرنانديز
- فين ويتروك بدور توني كاميرون
- مايكل براون في دور جيف بيترسون
- ديفين تايلر بدور ماري واشنطن
- مايكل سيالبا في دور كيفن واشنطن
- جيف بوب بدور الرئيس نيكولز
- بول تيل في دور نائب كلارك
- جولييت بريت في دور تشيلسي (جليسة الأطفال).
- ديمون ليباري في دور كارلايل
- جويل ر. مارتينيز في دور ديفيد ريتشيلياني
- جارين ميتشل في دور جون
- أحمد حرحش في دور سام

## الإنتاج
بدأ تطوير مشروع الفيلم في عام 2013، حيث عُيِّن أدريان لين لتوجيهه وتمويله من قبل شركة فوكس 2000 بيكتشرز. باعت شركة فوكس 2000 بيكتشرز في عام 2018 الحقوق لشركة نيو ريجينسي. وفي أغسطس 2019، وقع بن أفليك وآنا دي أرماس على البطولة، ووافقت استوديوهات والت ديزني ستوديوز موشن بيكشرز على توزيعه من خلال توينتيث سينشوري ستوديوز. انضم تريسي ليتس وراشيل بلانشارد في أكتوبر 2019 إلى فريق التمثيل.
بدأ التصوير في نيو أورلينز في 4 نوفمبر 2019، مع إضافة داش مهوك، وليل ريل هوري، وجاكوب إيلوردي، وكريستين كونولي، وجيد فرنانديز، وفين ويتروك إلى فريق التمثيل. في ديسمبر 2019، انضم مايكل براون أيضًا إلى الفيلم.

## الإصدار
كان من المقرر في الأصل إصدارالفيلم في 13 نوفمبر 2020، ولكن أُجِّل إلى 13 أغسطس 2021، ثم إلى 14 يناير 2022. وفي 9 ديسمبر 2021، أُزيل من جدول الإصدار. أُعلِنَ بعد أربعة أيام أن الفيلم سيصدر حصريًا على هولو في الولايات المتحدة وعلى أمازون برايم فيديو عالميًا. في 14 فبراير 2022، تم التأكيد على أن الفيلم سيُعرض لأول مرة على هولو في 18 مارس 2022، مع إصدار متزامن على برايم فيديو.

## روابط خارجية
- مقالات تستعمل روابط فنية بلا صلة مع ويكي بيانات